# Saint-Michel-de-Fronsac
Saint-Michel-de-Fronsac – miejscowość i gmina we Francji, w regionie Nowa Akwitania, w departamencie Żyronda.
Według danych na rok 1990 gminę zamieszkiwało 608 osób, a gęstość zaludnienia wynosiła 111 osób/km² (wśród 2290 gmin Akwitanii Saint-Michel-de-Fronsac plasuje się na 637. miejscu pod względem liczby ludności, natomiast pod względem powierzchni na miejscu 1396.).